# ウェルズリー大学
ウェルズリー大学（英語: Wellesley College）は、マサチューセッツ州ウェルズリーに本部を置くアメリカ合衆国の私立大学。1870年創立、1875年大学設置。
Henry Fowle Durantと妻のPauline Fowle Durantにより1870年に設立。
大学のミッションはto provide an excellent liberal-arts education for women who will make a difference in the world（世の中に変化をもたらす女性に優れたリベラルアーツ教育を行うこと）。
モットーはNon Ministrari sed Ministrare-"Not to be ministered unto, but to minister"（仕えられるよりも仕えなさい）。2023年度の合格率は16%と全米屈指の最難関名門私立リベラル・アーツ・カレッジ。USニューズ&ワールド・レポートの2023年ランキングでは全米のリベラル・アーツ・カレッジ中、第5位の評価を受けた。全米女子大学中のランキング１位。(女子大学中２位はスミス大学の11位)。各種の女子大学ランキングでは常に最上位に位置する超名門校。全米に限らず世界中から優秀な子女が集まっている。また、全米で最も美しいキャンパスのランキングでも常に上位に位置している。

## 特徴
- 学生数2,300人の小規模な大学にも拘わらず提供するコース数は1,000を超え専攻は56種類。
- 1クラスの平均学生数は17から20人。
- 教員対学生の割合は1:8
- 留学生は75カ国以上から集まっている。
- ウェルズリー大学だけではなくマサチューセッツ工科大学MITでも講義を受けられる単位交換プログラムがある。アイビー・リーグの大学と提携関係を結ぶ女子大学を総称してセブン・シスターズという。
- 多様性に富んでおりニューイングランド地方では1位（全米では3位）。
- キャンパスの一部にLake Wabanと呼ばれる湖がある。

## 著名な出身者
- ヒラリー・クリントン（元国務長官）
- マデレーン・オルブライト（アメリカ初の女性国務長官）
- ノーラ・エフロン（映画監督・脚本家）
- 宋美齢（蔣介石の妻）
- ミシェール・イェー（女優）
- ロザリンド・クラウス（アメリカのポストモダニズムを代表する美術批評家、理論家）
- アーネスティン・ウィーデンバック （看護学の権威）
- アニー・ジャンプ・キャノン （天文学者）
- エリザベス・シュー （女優 / アカデミー賞主演女優賞ノミネート）
- 植村環（日本で2番目の女性牧師）
- 永井道明（体育学者、前身校のボストン体操師範学校卒、男性だが留学生として特別に入学した[1]）
- スザンヌ・チアーニ（シンセサイザー奏者・サウンドデザイナー・作曲家）